# Alejandro Arribas
Alejandro Arribas Garrido (Madrid, 1º maggio 1989) è un calciatore spagnolo, difensore svincolato.

## Carriera
Ha esordito con la prima squadra del Rayo Vallecano nella stagione 2009-2010, giocando 2 partite in seconda serie e realizzando un gol.
Nella stagione 2010-2011 è titolare nella squadra che ottiene la promozione in massima serie, giocando 38 partite. Nella stagione 2011-2012 esordisce dunque in Primera División.
Nell'estate 2012 passa all'Osasuna, rimasto svincolato il 27 luglio 2014 si trasferisce al Siviglia firmando un contratto biennale.

## Statistiche

### Presenze e reti nei club
Statistiche aggiornate al 23 maggio 2015.
| Stagione              | Squadra               | Campionato            | Campionato | Campionato | Coppe nazionali | Coppe nazionali | Coppe nazionali | Coppe continentali | Coppe continentali | Coppe continentali | Altre coppe | Altre coppe | Altre coppe | Totale | Totale |
| Stagione              | Squadra               | Comp                  | Pres       | Reti       | Comp            | Pres            | Reti            | Comp               | Pres               | Reti               | Comp        | Pres        | Reti        | Pres   | Reti   |
| --------------------- | --------------------- | --------------------- | ---------- | ---------- | --------------- | --------------- | --------------- | ------------------ | ------------------ | ------------------ | ----------- | ----------- | ----------- | ------ | ------ |
| gen. 2010             | Rayo Vallecano        | SD                    | 2          | 1          | CR              | 1               | 0               |                    | -                  | -                  |             | -           | -           | 3      | 1      |
| 2010-2011             | Rayo Vallecano        | SD                    | 38         | 0          | CR              | 0               | 0               |                    | -                  | -                  |             | -           | -           | 38     | 0      |
| 2011-2012             | Rayo Vallecano        | PD                    | 34         | 1          | CR              | 2               | 0               | -                  | -                  | -                  | -           | -           | -           | 36     | 1      |
| Totale Rayo Vallecano | Totale Rayo Vallecano | Totale Rayo Vallecano | 74         | 2          |                 | 3               | 0               |                    |                    |                    |             |             |             | 77     | 2      |
| 2012-2013             | Osasuna               | PD                    | 34         | 2          | CR              | 1               | 0               |                    |                    |                    | -           | -           | -           | 35     | 2      |
| 2013-2014             | Osasuna               | PD                    | 36         | 1          | CR              | 2               | 0               |                    |                    |                    | -           | -           | -           | 38     | 1      |
| Totale Osasuna        | Totale Osasuna        | Totale Osasuna        | 70         | 3          |                 | 3               | 0               |                    |                    |                    |             |             |             | 73     | 3      |
| 2014-2015             | Siviglia              | PD                    | 11         | 0          | CR              | 4               | 0               | UEL                | 3                  | 0                  | SU          | -           | -           | 18     | 0      |
| Totale carriera       | Totale carriera       | Totale carriera       | 155        | 5          |                 | 10              | 0               |                    | 3                  | 0                  |             | 0           | 0           | 167    | 5      |

## Palmarès

### Club

#### Competizioni internazionali
- UEFA Europa League: 1

Siviglia: 2014-2015